# Borya scirpoidea
Borya scirpoidea är en enhjärtbladig växtart som beskrevs av John Lindley. Borya scirpoidea ingår i släktet Borya och familjen Boryaceae. Inga underarter finns listade i Catalogue of Life.